# Дискографија Селене Гомез
Америчка певачица Селена Гомез објавила је два студијска албума, један компилацијски албум, један ЕП, двадесет синглова, шест промотивних синглова и тридесет и пет музичких видеа. Године 2008. потписала је уговор са издавачком кућом Hollywood Records, а 16. јуна 2009. године објавила ЕП Нова прича о Пепељуги.
Први студијски соло албум певачице под називом Stars Dance објављен је 23. јула 2014. године. Албум је дебитовао на америчкој Билборд 200 листи и био први на листи у Канади. Са албума се највише истакао хит-сингл "Come & Get It, који се нашао на листи међу првих десет песама у Сједињеним Државама и Великој Британији. Албум је добио златни сертификати у Канади, а у Сједињеним Државама продат је у 407.000 примерака, до маја 2017. године.
Певачица је имала уговор са издавачком кућом Hollywood Records седам година, а након тога потписала је уговор са Interscope Records. Непосредно пре склапања уговора са новом издавачком кућом, Гомезова је објавила компилацијски албум For You, 24. новембра 2014. године, који је продат у 112.000 примерака у Сједињеним Државама, до маја 2017. године.
Други студијски албум под називом Revival објављен је 9. октобра 2015. године за Interscope records на цд и винил формату, као и за дигитално преузимање. Албум је био међу десет најбољих албума у неколико земаља, укључујући Аустралију, Канаду и Нови Зеланд. Три сингла са албума — Good for You, Same Old Love и Hands to Myself нашли су се међу првих десет на листама у Сједињеним Државама и Канади. Са ова три сингла, Гомезова је постала шеста музичарка која има три сингла на првим местима, са једног албума. Сингл It Ain't Me објављен је у фебруару 2017. године и убзо је постао међународни хит, а нашао се на првих десет места листа Сједињених Држава, Аустралије, Канаде, Немачке и Уједињеног Краљевства. Од октобра 2018. године Гомезова је имала серију од шеснаест узастопних песама на топ 40 листи Билборд хот 100, што је највећи узастопни успех икада забележен.
Са групом Selena Gomez & The Scene издала је албуме Kiss&Tell, A Year Without Rain и When The Sun Goes Down.
До маја 2017. године, Гомезова је продала 24,3 милиона песама и 3,4 милиона албума у Сједињеним Државама, укључујући материјале и док је наступала са бендом The Scene.

## Албуми

### Студијски албуми
| Назив       | Детаљи | Позиција | Позиција | Позиција | Позиција | Позиција | Позиција | Позиција | Позиција | Позиција | Позиција | Број проданих примерака      | Сертификати |
| Назив       | Детаљи | САД      | АУС      | КАН      | ДАН      | НЕМ      | ИТА      | НОР      | НЗ       | ШВЕ      | УК       | Број проданих примерака      | Сертификати |
| ----------- | --- | -------- | -------- | -------- | -------- | -------- | -------- | -------- | -------- | -------- | -------- | ---------------------------- | --- |
| Stars Dance | - Датум објављивања: 19. јул 2013. - Издавачка кућа: Hollywood Records - Формат: ЦД, дигитално преузимање            | 1        | 8        | 1        | 2        | 4        | 4        | 1        | 5        | 46       | 14       | - САД: 407,000               | - MC: Златно                                                                                                   |
| Revival     | - Датум објављивања: 9. октобар 2015. - Издавачка кућа: Interscope Records - Формат: ЦД, дигитално преузимање, винил | 1        | 3        | 2        | 6        | 12       | 8        | 2        | 2        | 8        | 11       | - САД: 413,000 - КАН: 19,385 | - Америчко удружење дискографских кућа: Платина - BPI: Сребрно - GLF: Платина - IFPI ДАН: Платина - MC: Златно |

### Компилацијски албуми
| Назив   | Детаљи                                                                                                 | Позиција | Позиција | Позиција | Позиција | Позиција | Позиција | Позиција | Позиција | Позиција | Позиција | Број проданих примерака |
| Назив   | Детаљи                                                                                                 | САД      | АУС 40   | БЕЛ      | 'БЕЛ ВА' | ФРА      | ИР       | ИТА      | НОР      | ШПА      | УК       | Број проданих примерака |
| ------- | --- | -------- | -------- | -------- | -------- | -------- | -------- | -------- | -------- | -------- | -------- | ----------------------- |
| For You | - Датум објављивања: 24. новембар 2014. - Издавачка кућа: Hollywood - Формат: ЦД, дигитално преузимање | 24       | 73       | 40       | 67       | 80       | 95       | 34       | 37       | 40       | 64       | - САД: 112,000          |

## Епови
| Назив                 | Детаљи                                                                                          |
| --------------------- | ----------------------------------------------------------------------------------------------- |
| Нова прича о Пепељуги | - Датум објављивања: 16. јун 2009. - Издавачка кућа: Razor & Tie - Формат: дигитално преузимање |

## Синглови

### Као главни извођач
| Назив                            | Година | Позиција | Позиција | Позиција | Позиција | Позиција | Позиција | Позиција | Позиција | Позиција | Позиција | Број проданих примерака                      | Сертификати | Албум                    |
| Назив                            | Година | САД      | АУС      | КАН      | ДАН      | НЕМ      | ИТА      | НОР      | НЗ       | ШВЕ      | УК       | Број проданих примерака                      | Сертификати | Албум                    |
| -------------------------------- | ------ | -------- | -------- | -------- | -------- | -------- | -------- | -------- | -------- | -------- | -------- | -------------------------------------------- | --- | ------------------------ |
| "Tell Me Something I Don't Know" | 2008   | 58       | —        | —        | —        | —        | —        | —        | —        | —        | —        | - САД: 1,100,000                             | | Нова прича о Пепељуги    |
| "Magic"                          | 2009   | 61       | —        | 80       | —        | —        | —        | 5        | —        | —        | 90       | - САД: 563,000                               | | Wizards of Waverly Place |
| "Come & Get It"                  | 2013   | 6        | 46       | 6        | 34       | 58       | 66       | 16       | 14       | —        | 8        | - САД: 2,600,000                             | - Америчко удружење дискографских кућа: 3× Платина - Аустралијско удружење дискографских кућа: Златно - BPI: Сребрно - IFPI ДАН: Златно - IFPI НОР: Платина - MC: 2× Платина - RMNZ: Златно                                               | Stars Dance              |
| "Slow Down"                      | 2013   | 27       | 93       | 29       | —        | —        | 92       | —        | —        | —        | 106      | - САД: 1,100,000                             | - Америчко удружење дискографских кућа: Платина | Stars Dance              |
| "The Heart Wants What It Wants"  | 2014   | 6        | 33       | 6        | 9        | 53       | 80       | 13       | 19       | 53       | 30       | - САД: 1,400,000 - КАН: 68,000               | - Америчко удружење дискографских кућа: Платина - GLF: Златно - IFPI ДАН: Златно - MC: Платина | For You                  |
| "Good for You" (ASAP Rocky)      | 2015   | 5        | 10       | 8        | 11       | 29       | 26       | 9        | 14       | 24       | 23       | - САД: 1,600,000                             | - Америчко удружење дискографских кућа: 3× Платина - Аустралијско удружење дискографских кућа: 2× Платина - BPI: Златно - BVMI: Златно - FIMI: Платина - GLF: 2× Платина - IFPI ДАН: Платина - MC: 2× Платина - RMNZ: Златно              | Revival                  |
| "Same Old Love"                  | 2015   | 5        | 33       | 6        | 23       | 56       | 49       | 37       | —        | 37       | 81       | - САД: 1,400,000                             | - Америчко удружење дискографских кућа: 3× Платина - BPI: Сребрно - FIMI: Златно - GLF: Платина - IFPI ДАН: Платина - MC: 2× Платина - RMNZ: Златно                                                                                       | Revival                  |
| "Hands to Myself"                | 2016   | 7        | 13       | 5        | 22       | 52       | 38       | 18       | 5        | 20       | 14       | - САД: 1,100,000                             | - Америчко удружење дискографских кућа: 2× Платина - Аустралијско удружење дискографских кућа: 2× Платина - BPI: Платина - FIMI: Платина - GLF: 2× Платина - IFPI ДАН: Златно - MC: Платина - RMNZ: Платина                               | Revival                  |
| "Kill Em with Kindness"          | 2016   | 39       | 33       | 14       | 30       | 39       | 37       | 33       | 28       | 34       | 35       | - САД: 103,431                               | - Америчко удружење дискографских кућа: Платина - Аустралијско удружење дискографских кућа: Платина - BPI: Сребрно - BVMI: Златно - FIMI: Платина - GLF: Платина - IFPI ДАН: Златно                                                       | Revival                  |
| "It Ain't Me" (Kygo)             | 2017   | 10       | 4        | 2        | 2        | 2        | 8        | 1        | 3        | 2        | 7        | - САД: 849,091 - КАН: 165,957 - НЕМ: 109,259 | - Америчко удружење дискографских кућа: Платина - Аустралијско удружење дискографских кућа: 5× Платина - BPI: Платина - FIMI: 3× Платина - GLF: 7× Платина - IFPI ДАН: 2× Платина - IFPI НПР: 4× Платина - MC: 6× Платина - RMNZ: Платина | Stargazing               |
| "Bad Liar"                       | 2017   | 20       | 13       | 11       | 38       | 36       | 47       | 28       | 17       | 23       | 21       | - САД: 346,985                               | - Америчко удружење дискографских кућа: Платина - Аустралијско удружење дискографских кућа: Платина - BPI: Сребрно - FIMI: Златно - MC: Платина                                                                                           | Није ни на једном албуму |
| "Fetish" (са Гучи Мејном)        | 2017   | 27       | 23       | 10       | 22       | 36       | 53       | 29       | 16       | 24       | 33       | - САД: 172,991                               | - Америчко удружење дискографских кућа: Платина - Аустралијско удружење дискографских кућа: Златно - FIMI: Златно - MC: Платина | Није ни на једном албуму |
| "Wolves" (Marshmello)            | 2017   | 20       | 5        | 7        | 8        | 11       | 28       | 5        | 10       | 7        | 9        | - САД: 213,000                               | - Америчко удружење дискографских кућа: Платина - Аустралијско удружење дискографских кућа: 3× Платина - BPI: Златно - BVMI: Златно - FIMI: Платина - GLF: 2× Платина - IFPI ДАН: Платина - MC: 3× Платина - RMNZ: Платина                | Није ни на једном албуму |
| "Back to You"                    | 2018   | 18       | 4        | 4        | 12       | 19       | 49       | 10       | 8        | 14       | 13       |                                              | - Америчко удружење дискографских кућа: Платина - Аустралијско удружење дискографских кућа: Платина - BPI: Сребрно - FIMI: Златно - GLF: Платина - IFPI ДАН: Златно - RMNZ: Златно                                                        | 13 Reasons Why           |

## Као гостујући музичар
| Назив                                                                           | Година | Позиција | Позиција | Позиција | Позиција | Позиција | Позиција | Позиција | Позиција | Позиција | Позиција | Број проданих примерака | Сертификат | Албум                    |
| Назив                                                                           | Година | САД      | АУС      | КАН      | ДАН      | НЕМ      | ИТА      | НЗ       | ШВЕ      | ШВА      | УК       | Број проданих примерака | Сертификат | Албум                    |
| ------------------------------------------------------------------------------- | ------ | -------- | -------- | -------- | -------- | -------- | -------- | -------- | -------- | -------- | -------- | ----------------------- | --- | ------------------------ |
| "Whoa Oh! (Me vs. Everyone) (ремикс)" (Forever the Sickest Kids и Селена Гомез) | 2009   | —        | —        | —        | —        | —        | —        | —        | —        | —        | —        |                         | | Није ни на једном албуму |
| "I Want You to Know" (Zedd и Селена Гомез)                                      | 2015   | 17       | 22       | 19       | 25       | 39       | 49       | —        | 23       | 48       | 14       | - САД: 582,000          | - Америчко удружење дискографских кућа: Платина - Аустралијско удружење дискографских кућа: Златно - FIMI: Златно - GLF: Платина - IFPI ДАН: Златно                                                                                | True Colors              |
| "We Don't Talk Anymore" (Charlie Puth и Селена Гомез)                           | 2016   | 9        | 10       | 11       | 13       | 52       | 1        | 8        | 13       | 16       | 14       | - САД: 823,519          | - Америчко удружење дискографских кућа: 3× Платина - Аустралијско удружење дискографских кућа: 2× Платина - BPI: Платина - BVMI: Златно - FIMI: 5× Платина - IFPI ДАН: Платина - IFPI ШВА: Златно - MC: 4× Платина - RMNZ: Платина | Nine Track Mind          |
| "Hands" (са разним извођачима)                                                  | 2016   | —        | —        | —        | —        | —        | —        | —        | —        | —        | —        |                         | | Није ни на једном албуму |
| "Trust Nobody" (Cashmere Cat, Tory Lanez и Селена Гомез)                        | 2016   | —        | 46       | 61       | —        | —        | 92       | —        | —        | —        | 92       |                         | | 9                        |
| "Taki Taki" (DJ Snake, Ozuna, Cardi B и Селена Гомез)                           | 2018   | 11       | 24       | 7        | 9        | 8        | 2        | 12       | 10       | 3        | 15       |                         | - FIMI: Златно - MC: Златно |                          |

### Промотивни синглови
| Назив                                         | Година | Позиција | Позиција | Позиција | Позиција | Број проданих примерака | Албум                      |
| Назив                                         | Година | САД      | КАН      | ФРА      | КОР      | Број проданих примерака | Албум                      |
| --------------------------------------------- | ------ | -------- | -------- | -------- | -------- | ----------------------- | -------------------------- |
| "Send It On" (са Disney's Friends for Change) | 2009   | 20       | —        | —        | —        |                         | Није ни на једном албуму   |
| "Shake It Up: Break It Down"                  | 2010   | —        | —        | —        | —        |                         | Shake It Up: Break It Down |
| "Me & the Rhythm"                             | 2015   | —        | 57       | 143      | 75       | - KOR: 2,700            | Revival                    |

## Остале песме
| Назив                               | Година | Позиција | Позиција | Позиција | Позиција | Број проданих примерака | Албум                   |
| Назив                               | Година | САД      | КАН      | ФРА      | ШВЕ      | Број проданих примерака | Албум                   |
| ----------------------------------- | ------ | -------- | -------- | -------- | -------- | ----------------------- | ----------------------- |
| "New Classic" (Drew Seeley)         | 2009   | —        | —        | —        | —        |                         | Нова прича о Пепељуги   |
| "One and the Same" (са Деми Ловато) | 2009   | 82       | —        | —        | —        | - САД: 336,000          | Disney Channel Playlist |
| "Birthday"                          | 2013   | —        | —        | —        | —        |                         | Stars Dance             |
| "Stars Dance"                       | 2013   | —        | —        | 102      | —        |                         | Stars Dance             |
| "Sober"                             | 2015   | —        | —        | —        | —        |                         | Revival                 |
| "Me & My Girls"                     | 2015   | —        | 77       | —        | —        |                         | Revival                 |
| "Only You"                          | 2017   | —        | —        | —        | 12       |                         | 13 Reasons Why          |

## Спотови
| Назив                                        | Година             | Други музичар(и)                        | Режисер(и)              | Ref.               |
| Као главни музичар                           | Као главни музичар | Као главни музичар                      | Као главни музичар      | Као главни музичар |
| -------------------------------------------- | ------------------ | --------------------------------------- | ----------------------- | ------------------ |
| "Cruella de Vil"                             | 2008               | Нема                                    | непознато               | [ 100 ]            |
| "Tell Me Something I Don't Know"             | 2008               | Нема                                    | Елиот Лестер            | [ 101 ]            |
| "Fly to Your Heart"                          | 2008               | Нема                                    | Непознато               | [ 1 ]              |
| "New Classic"                                | 2009               | Дру Сили                                | Непознато               | [ 102 ]            |
| "One and the Same"                           | 2009               | Деми Ловато                             | Брендон Дикерсон        | [ 103 ]            |
| "Magic"                                      | 2009               | Нема                                    | Роман Перез             | [ 104 ]            |
| "Send It On"                                 | 2009               | Деми Ловато Мајли Сајрус Jonas Brothers | Непознато               | [ 105 ]            |
| "Come & Get It"                              | 2013               | Нема                                    | Ентони Мандлер          | [ 106 ]            |
| "Slow Down"                                  | 2013               | Нема                                    | Филип Анделмен          | [ 107 ]            |
| "Birthday"                                   | 2013               | Нема                                    | Ben Renschen            | [ 108 ]            |
| "Hold On"                                    | 2014               | Бен Квелер                              | Вилијам Х. Мејси        | [ 109 ]            |
| "The Heart Wants What It Wants"              | 2014               | Нема                                    | Даун Шадфорт            | [ 110 ]            |
| "Good for You" (верзија 1)                   | 2015               | Нема                                    | Софи Малер              | [ 111 ]            |
| "Good for You" (верзија 2)                   | 2015               | A$AP Rocky                              | Софи Малер              | [ 112 ]            |
| "Same Old Love"                              | 2015               | Нема                                    | Мајкл Хаосман           | [ 113 ]            |
| "Hands to Myself" (Викторија Сикрет верзија) | 2015               | Нема                                    | Непознато               | [ 114 ]            |
| "Hands to Myself"                            | 2016               | Нема                                    | Алек Кешишан            | [ 115 ]            |
| "Kill Em with Kindness"                      | 2016               | Нема                                    | Емил Нава               | [ 116 ]            |
| "It Ain't Me"                                | 2017               | Kygo                                    | Филип Р. Лопзе          | [ 117 ]            |
| "Bad Liar" (вертикални видео)                | 2017               | Нема                                    | Петра Колинс            | [ 118 ]            |
| "Bad Liar"                                   | 2017               | Нема                                    | Џеси Перец              | [ 119 ]            |
| "Fetish"                                     | 2017               | Gucci Mane                              | Петра Колинс            | [ 120 ]            |
| "Wolves" (вертикални видео)                  | 2017               | Marshmello                              | Хари Макнали            | [ 121 ]            |
| "Wolves"                                     | 2017               | Marshmello                              | Колин Тили              | [ 122 ]            |
| "Back to You" (вертикални видео)             | 2018               | Нема                                    | Скот Кудмор             | [ 123 ]            |
| "Back to You"                                | 2018               | Нема                                    | Скот Кудмор             | [ 124 ]            |
| Као гостујући музичар                        |                    |                                         |                         |                    |
| "I Want You to Know"                         | 2015               | Zedd                                    | Брент Бонакорсо         | [ 125 ]            |
| "We Don't Talk Anymore"                      | 2016               |                                         | Пил Пинто               | [ 117 ]            |
| "Trust Nobody"                               | 2016               | Cashmere Cat Tory Lanez                 | Џејк Шрејер             | [ 126 ]            |
| "Taki Taki" (вертикални видео)               | 2018               | DJ Snake Ozuna Cardi B                  | Непознато               | [ 127 ]            |
| "Taki Taki"                                  | 2018               | DJ Snake Ozuna Cardi B                  | Колин Тили              | [ 128 ]            |
| Дуети                                        |                    |                                         |                         |                    |
| "Burnin' Up"                                 | 2008               | Jonas Brothers                          | Брендан Малој Тим Вилер | [ 129 ]            |
| "City of Angels"                             | 2013               | 30 Seconds to Mars                      | Џеред Лето              | [ 130 ]            |
| "Bad Blood"                                  | 2015               | Тејлор Свифт Кендрик Ламар              | Џозеф Кан               | [ 131 ]            |